# Municipio de Hillsgrove
El municipio de Hillsgrove (en inglés: Hillsgrove Township) es un municipio ubicado en el condado de Sullivan en el estado estadounidense de Pensilvania. En el año 2000 tenía una población de 265 habitantes y una densidad poblacional de 3 personas por km².

## Geografía
El municipio de Hillsgrove se encuentra ubicado en las coordenadas 41°26′00″N 76°42′59″O / 41.43333, -76.71639.

## Demografía
Según la Oficina del Censo en 2000 los ingresos medios por hogar en la localidad eran de $29,375 y los ingresos medios por familia eran $36,250. Los hombres tenían unos ingresos medios de $27,813 frente a los $21,250 para las mujeres. La renta per cápita para la localidad era de $18,471. Alrededor del 7,5% de la población estaban por debajo del umbral de pobreza.